# Traualpsee
Le Traualpsee est un petit lac de barrage dans les Alpes d'Allgäu, en amont du Vilsalpsee.

## Géographie
Surplombant le lac au sud, le refuge de Landsberg est au bord du Grünen Lache, un petit lac de montagne. L'Obere Traualpe se trouve au nord. Le lac fait partie du parc naturel du Vilsalpsee.